# سرهات آکین
سرهات آکین (انگلیسی: Serhat Akın؛ زادهٔ ۵ ژوئن ۱۹۸۱) بازیکن فوتبال اهل ترکیه است.
از باشگاه‌هایی که در آن بازی کرده‌است می‌توان به باشگاه فوتبال آلتای اسپور، باشگاه ورزشی کوکائلی اسپور، باشگاه فوتبال کلن، باشگاه فوتبال قونیه‌اسپور، باشگاه فوتبال فنرباغچه، باشگاه فوتبال کارلسروهه، باشگاه فوتبال شانلی‌اورفا اسپور، و باشگاه فوتبال اندرلشت اشاره کرد.
وی در تاریخ 27 سپتامبر سال 2024 دچار سوقصد قرار گرفت و از ناحیه پا مجروح شد.
وی همچنین در تیم‌های ملی فوتبال زیر ۲۱ سال ترکیه و ترکیه بازی کرده‌است.